# Wilhelm Friedrich von Meyern

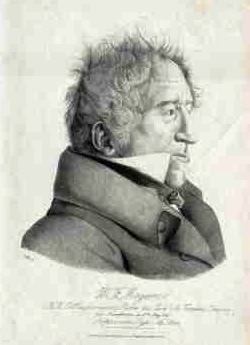
Wilhelm Friedrich von Meyern

Wilhelm Friedrich von Meyern (geboren als Wilhelm Friedrich Meyer am 26. Januar 1759 in Frauental bei Creglingen; gestorben am 13. Mai 1829 in Frankfurt am Main) war ein deutscher Schriftsteller, österreichischer Militär und Diplomat.

## Leben
Seine Eltern waren der Zollbeamte Christoph Andreas Meyer und Friederika Regina, geborene Herbst, Tochter eines Kammerrats und Amtskastners im fränkischen Cadolzburg. Bis zu seinem zwölften Lebensjahr erhielt er bei dem Landpfarrer und Naturforscher Johann Friedrich Esper in Uttenreuth bei Erlangen Privatunterricht, an den er sich später freundlich erinnerte. Um 1780 war er Student der Rechte an der Universität Altdorf bei Nürnberg. 1783 trat er als Freiwilliger in das österreichische Heer ein, von dem er 1786 als Unteroffizier seinen Abschied nahm. Was er in den folgenden Jahren, in denen er sich in Wien und Prag aufhielt, unternahm und wodurch er sein Auskommen fand, bleibt unklar. Von 1787 bis 1790 erscheint er als Mitglied einer Prager Freimaurerloge. Anfang der 1790er Jahre unternahm er wohl eine Reise nach England und Schottland, die in seinem vorgeblich aus dem Englischen übersetzten Roman Die Ruinen am Bergsee (1795) reflektiert wird. 1796/1797 hatte Meyern zusammen mit Wenzel Graf Paar und Hugo Franz Altgraf zu Salm-Reifferscheidt Freikorps gegen die Truppen Napoleons aufgestellt und sich an den Kämpfen in Oberitalien beteiligt.
1802/1803 begleitete er zwei adelige junge Herren auf ihrer Grand Tour, wodurch er nach Griechenland, Kleinasien und Italien kam. Nachdem einer der beiden auf der Reise verstorben war, wurde diese abgebrochen und Meyern hielt sich eine Zeit lang in Sizilien auf. Das von ihm dort verfolgte Kolonisierungsprojekt realisierte sich nicht. 1809 kehrte Meyern nach Österreich zurück, wo er den Plan einer Landwehr, also eines allgemeinen Volksheeres ausarbeitete, der aber nicht umgesetzt wurde. Immerhin trat er im Rang eines Hauptmanns erneut in das österreichische Heer ein und nahm im Stab des Feldmarschalls Fürst Schwarzenberg 1813 an der Völkerschlacht bei Leipzig teil. 1815 organisierte er in österreichischem Auftrag die Rückführung der von Napoleon geraubten Kunstschätze von Paris nach Italien. Anschließend wurde er Mitglied der österreichischen Gesandtschaft am spanischen Hof unter Graf Kaunitz und hielt sich einige Jahre in Madrid auf. In den 1820er Jahren war er Mitglied der österreichischen Gesandtschaft bei der Bundesversammlung in Frankfurt am Main.

## Werk
Als Schriftsteller befasste sich Meyern bereits in seinem ersten, 1787 anonym erschienenen Roman Abdul Erzerums neue persische Briefe mit politischen Fragen unter dem Aspekt der Aufklärung. Die Urheberschaft Meyerns war anfangs unklar, gilt aber heute als gesichert, der Briefroman blieb allerdings ohne nennenswerten Widerhall. 
Anders bei seinem Hauptwerk, dem utopischen, in einer phantastischen Vergangenheit – es handelt sich laut Untertitel um eine Übersetzung aus dem „Sams-kritt“ – angesiedelten Roman Dya-Na-Sore, oder die Wanderer, der 1787 in drei Bänden erschien. Eine auf 5 Bände erweiterte und an die inzwischen veränderte Stellung Meyerns angepasste Fassung erschien 1800 als dritte Auflage.
Die im Untertitel genannten „Wanderer“ sind die vier Söhne des Priesters Athor, die in die Welt hinaus gesandt werden, namentlich Tibar, Dya, der Titelheld, Altai und zuletzt und als Gegensatz zu den drei ersten Heldensöhnen der eher weiche Hamor. Auf ihrer Wanderung begegnen sie natürlichen Hindernissen diverser Art, es geht durch Höhlenwege und über Bergpässe, unterwegs trifft man seltsame Einsiedler, die geheimnisvolle Weisungen an (noch) unbekannte Geheimbünde mitgeben. Tibar und Altai gelangen schließlich in Kontakt mit dem Kern des Geheimbundes bzw. der Verschwörung, deren Ziel es ist, das geknechtete Volk von der Herrschaft des Tyrannen Ilwend zu befreien. Nach diversen Prüfungen werden Tibar und Altai in den Bund aufgenommen. Schließlich gelingt der Umsturz, unter anderem weil der zuvor von den Brüdern getrennte Dya den Feinden mit einer „Heiligen Schar“ in den Rücken fällt. Hamor der Weichling, der sich dem Regime Ilwends angeschlossen hatte, fällt der verdienten Schande anheim.
Das befreite Volk aber erweist sich des Heldenhaufens nicht würdig und lehnt das nun errichtete System spartanischer Strenge und Wehrhaftigkeit ab, man will lieber in Frieden leben als nur für dauernde Kriegsvorbereitung und Wehrertüchtigung da zu sein. Die Befreier werden vertrieben, Dya opfert sich in der letzten Schlacht und die dezimierten Reste des Heldenbundes ziehen davon in ferne Länder irgendwo am Rande der Welt.
Der Roman erlebte mehrere Auflagen und wurde durchaus günstig als eine Hervorbringung edlen, idealistischen Denkens aufgenommen. Zwar besprach Friedrich Schiller den ersten Band wenig freundlich, in der Zeit der Befreiungskriege erwies sich die in Dya-Na-Sore formulierte Ideologie allerdings als durchaus zeitgemäß. Aus heutiger Sicht rückt er sich mit seiner Hochschätzung des Krieges als dem Motor sozialen Fortschritts und sittlicher Erneuerung, mit seiner absoluten Männergesellschaft in die fatale Nähe dessen, was eine nationalsozialistische Volkstumsideologie propagierte. Das stellte denn auch Arno Schmidt 1958 in seinem Rundfunkdialog Dya na sore, blondeste aller Bestien fest, der den Roman als eine „2500 Seiten starke profetische Beschreibung eines ‹Super=Dritten=Reiches›“ klassifizierte. Weiter meinte Schmidt: „ein Neudruck wäre überfällig! Ein Buch wie dieses, das zum eisernen Bestand jeder internationalen Wehrkreisbücherei gehören würde, wird früher oder später doch wieder serviert werden.“ Tatsächlich ist der Roman 1979 wieder aufgelegt worden, allerdings ironischerweise in der dem frommen Andenken Schmidts gewidmeten Reihe der Haidnischen Alterthümer.
Zur Einordnung muss gesagt werden, dass es sich bei Dya-Na-Sore um einen sogenannten Thesenroman handelt. Zentral ist das Konzept eines Volksheeres. Meyern hat sich über lange Zeit nicht nur mit der Idee, sondern auch konkret mit einer Umsetzung befasst, zunächst zusammen mit seinen Freunden Wenzel Graf Paar und Hugo Franz Altgraf zu Salm-Reifferscheidt Mitte der 1790er, dann erneut nach 1809, als er dem Kaiser Franz I. ein entsprechendes Projekt vorlegte. Man muss dabei berücksichtigen, dass zur Zeit des Erscheinens von Dya-Na-Sore 1787 ein Volksheer im modernen Sinn unbekannt war, der französische Levée en masse kam erst 1793, Volksheere kannte man nur aus der Antike und genau so, wie man sehr idealisierte Vorstellungen von der Antike hatte, waren die Vorstellungen von einem allgemeinen Bürgerheer antikisierend heroisch gefärbt. Hinzu kommt, dass Meyern in dieser Zeit als Mitglied einer Freimaurerloge belegt ist, wodurch sich die wichtige Rolle erklärt, die Geheimbünde und ihre Machinationen in Dya-Na-Sore spielen. So ist im Gegensatz zu Schmidt, der das Buch und den Autor in seinem Hörfunkessay geradezu dämonisiert, für den Goedeke von 1893 Dya-Na-Sore relativ schlicht ein Roman, der in „lyrisch-traumhafter Verzückung freimaurerische Ideen“ behandelt.
Von den sonstigen Schriften Meyerns, insbesondere den umfangreichen wissenschafts- und staatstheoretischen Schriften, die er nach 1805 verfasst haben soll, ist nur ein kleiner Teil in drei Bänden „Hinterlassener kleiner Schriften“ publiziert worden. Der große Teil des Nachlasses aber ist verschollen.

## Bibliografie
- Abdul Erzerums neue persische Briefe. Stahel, Wien und Leipzig 1787, Digitalisat.
- Dya-Na-Sore, oder die Wanderer. Eine Geschichte aus dem Sams-kritt übersetzt. 3 Bde. Stahel, Wien und Leipzig 1787/91, Digitalisate Bd. 1, Bd. 2, Bd. 3. 
  - Dritte, erweiterte Auflage: 5 Bde. Schaumburg, Leipzig 1800, Digitalisate Bd. 1, Bd. 2, Bd. 3, Bd. 4, Bd. 5.
  - Neuausgabe: Dya-Na-Sore oder die Wanderer. Eine Geschichte aus dem Sanskrit übersetzt. Reihe Haidnische Alterthümer. Zweitausendeins, Frankfurt am Main 1979.
- Die Ruinen am Bergsee. Gerettete Bruchstücke aus der Geschichte des Bundes für Wahrheit und Würde. Nach dem Englischen. Frommann, Züllichau 1795, Digitalisat.
- Die Regentschaft. Ein Trauerspiel in 5 Aufzügen. Nach dem Englischen vom Verfasser des Dya-Na-Sore. Züllichau 1795, Digitalisat.
- Hinterlassene kleine Schriften. Hrsg. mit Vorwort und Biographie von Ernst von Feuchtersleben. 3 Bände. Klang, Wien 1842.
  - Band 1: Biographie von W. Fr. Meyern. Briefe. Ueber Biographien. Stammfolge der Wissenschaften. Der Mensch und die Dinge. Digitalisat.
  - Band 2: Der Mensch und die Menschen. Digitalisat.
  - Band 3: Der Mensch und das Höhere. Nachwort des Herausgebers. Digitalisat.